# تیم لوتوس
تیم لوتوس (انگلیسی: Team Lotus) شرکت خواهر خودروسازی انگلیسی لوتوس کارز بود که در مسابقات ورزش‌های موتوری شرکت می‌کرد. این تیم خودروهایی را در بسیاری از رده‌های مسابقات موتوری شامل فرمول یک، فرمول دو، فرمول فورد، فرمول جونیور، ایندی‌کار و مسابقات خودروهای اسپورت شرکت می‌داد. تیم لوتوس تا بیش از ده سال پس از آخرین مسابقه‌اش به‌عنوان یکی از موفق‌ترین تیم‌های مسابقه در تمام دوران باقی ماند. این تیم در مسابقات فرمول یک مجموعاً هفت بار قهرمان سازندگان جهان شد و شش بار نیز رانندگان این تیم عنوان قهرمان رانندگان جهان را کسب کردند. تیم لوتوس همچنین بین سال‌های ۱۹۶۲ تا ۱۹۷۸ قهرمان مسابقات ایندیاناپلیس ۵۰۰ در ایالات متحده آمریکا بود.